# Mischocyttarus carbonarius
Mischocyttarus carbonarius är en getingart som först beskrevs av Henri Saussure 1854.  Mischocyttarus carbonarius ingår i släktet Mischocyttarus och familjen getingar. Utöver nominatformen finns också underarten M. c. tibialis.